# Eleições estaduais em Pernambuco em 1945
As eleições estaduais em Pernambuco em 1945 ocorreram em 2 de dezembro sob as regras presentes no Decreto-Lei n.º 7.586 e numa resolução do Tribunal Superior Eleitoral editada em 8 de setembro como parte das eleições no Distrito Federal, 20 estados e no território federal do Acre. Foram eleitos os senadores Antônio de Novais Filho e Etelvino Lins, além de dezenove deputados federais enviados à Assembleia Nacional Constituinte destinada a elaborar a Carta de 1946 e assim restaurar o regime democrático após o Estado Novo.
Nascido em Cabo de Santo Agostinho, o advogado Antônio de Novais Filho é graduado pela Universidade Federal de Pernambuco e ocupou seu primeiro cargo público no começo do Estado Novo como secretário de Agricultura na interventoria de Amaro de Azambuja Vilanova cuja administração durou apenas vinte e três dias. Nomeado prefeito do Recife por Agamenon Magalhães, permaneceu oito anos no cargo até sua eleição como senador pelo PSD em 1945. Membro do Instituto Histórico e Geográfico de Pernambuco e colaborador do Diário de Pernambuco, chegou à vice-presidência dos trabalhos constituintes e sempre foi ligado ao setor agropecuário.
Também eleito senador, Etelvino Lins nasceu em Sertânia e graduou-se advogado junto à Universidade Federal de Pernambuco. Funcionário do setor de Telegrafia da atual Empresa Brasileira de Correios e Telégrafos, foi nomeado promotor de justiça pelo interventor Carlos de Lima Cavalcanti ao deixar seu antigo emprego e atuou em Goiana e Caruaru. Chefe dos delegados de polícia lotados no interior pernambucano, logo assumiu cargo similar referente à capital e nele combateu a Intentona Comunista. Nomeado secretário de Governo por Amaro Vilanova e secretário de Segurança Pública por Agamenon Magalhães, sucedeu-lhe na interventoria em fevereiro de 1945, mas deixou o cargo a tempo de eleger-se senador pelo PSD. Eleito governador de Pernambuco em 1952 devido à morte de Agamenon Magalhães, renunciou ao mandato e foi substituído pelo suplente.
Paraibano de Monteiro, o médico Djair Brindeiro formou-se e lecionou na Universidade Federal de Pernambuco. No referido estado presidiu o Sindicato dos Médicos e foi vice-presidente da Sociedade de Medicina. Especialista em Ginecologia e Obstetrícia, comandou o Real Hospital Português de Beneficência. Membro da Associação Médica Brasileira, foi eleito suplente de senador e assumiu o mandato pelo PSD em janeiro de 1953.

## Resultado da eleição para senador
Com informações oriundas do Tribunal Superior Eleitoral.
| Candidatos a senador da República | Candidatos a suplente de senador | Número | Coligação           | Votação | Percentual |
| --------------------------------- | -------------------------------- | ------ | ------------------- | ------- | ---------- |
| Antônio de Novais Filho PSD       | Hélio Coutinho PSD               | -      | PSD (sem coligação) | 118.918 | 24,00%     |
| Etelvino Lins PSD                 | Djair Brindeiro PSD              | -      | PSD (sem coligação) | 111.145 | 22,44%     |
| Félix Pimentel Barroso UDN        | Não havia -                      | -      | UDN (sem coligação) | 76.164  | 15,37%     |
| Júlio Belo UDN                    | Não havia -                      | -      | UDN (sem coligação) | 65.627  | 13,25%     |
| Luís Carlos Prestes PCB           | Não havia -                      | -      | PCB (sem coligação) | 49.244  | 9,94%      |
| Agostinho Dias de Oliveira PCB    | Não havia -                      | -      | PCB (sem coligação) | 48.239  | 9,74%      |
| Nadir Toledo Cabral PR            | Não havia -                      | -      | PR (sem coligação)  | 11.561  | 2,33%      |
| Getúlio Vargas PTB                | Não havia -                      | -      | PTB (sem coligação) | 7.095   | 1,43%      |
| Dorgival Torres Galindo PR        | Não havia -                      | -      | PR (sem coligação)  | 5.490   | 1,11%      |
| José Segadas Viana PTB            | Não havia -                      | -      | PTB (sem coligação) | 1.939   | 0,39%      |
| Fontes:                           |                                  |        |                     |         |            |

## Deputados federais eleitos
São relacionados os candidatos eleitos com informações complementares da Câmara dos Deputados.

Representação eleita
  PSD: 10
  UDN: 4
  PCB: 3
  PDC: 2

Fonteː
| Deputados federais eleitos | Partido | Votação | Percentual | Cidade onde nasceu     | Unidade federativa |
| João Cleofas               | UDN     | 19.491  |            | Vitória de Santo Antão | Pernambuco         |
| Gregório Bezerra           | PCB     | 14.341  |            | Panelas                | Pernambuco         |
| Agamenon Magalhães         | PSD     | 13.532  |            | Serra Talhada          | Pernambuco         |
| Jarbas Maranhão            | PSD     | 10.150  |            | Nazaré da Mata         | Pernambuco         |
| Lima Cavalcanti            | UDN     | 9.382   |            | Amaraji                | Pernambuco         |
| Gercino Pontes             | PSD     | 9.124   |            | Caruaru                | Pernambuco         |
| Oscar Carneiro             | PSD     | 8.996   |            | Paudalho               | Pernambuco         |
| Osvaldo Lima               | PSD     | 8.748   |            | Igarassu               | Pernambuco         |
| Sousa Leão                 | PDC     | 8.677   |            | Vicência               | Pernambuco         |
| Arruda Câmara              | PDC     | 8.406   |            | Afogados da Ingazeira  | Pernambuco         |
| Costa Porto                | PSD     | 8.301   |            | Canhotinho             | Pernambuco         |
| Ulisses Lins               | PSD     | 7.595   |            | Sertânia               | Pernambuco         |
| Alde Sampaio               | UDN     | 7.243   |            | Catende                | Pernambuco         |
| João Ferreira Lima         | PSD     | 7.107   |            | Nazaré da Mata         | Pernambuco         |
| Barbosa Lima Sobrinho      | PSD     | 5.706   |            | Recife                 | Pernambuco         |
| Agostinho Dias de Oliveira | PCB     | 5.160   |            | [ nota 10 ]            | Pernambuco         |
| Paulo Guerra               | PSD     | 5.140   |            | Nazaré da Mata         | Pernambuco         |
| Gilberto Freyre            | UDN     | 4.148   |            | Recife                 | Pernambuco         |
| Alcedo Coutinho            | PCB     | 2.917   |            | Nazaré da Mata         | Pernambuco         |
| Fontes:                    |         |         |            |                        |                    |